# Al-Shaykh Badr
Đối với ngôi làng Palestine bị bỏ hoang, xem Sheikh Badr.
Al-Badr Shaykh (tiếng Ả Rập: الشيخ بدر, cũng đánh vần là Sheikh Bader) là một thành phố ở Syria, thuộc chính quyền của Tỉnh Tartus. Al-Shaykh Badr có độ cao 536 mét. Nó có dân số 47.982. Cư dân của nó chủ yếu là Alawites.

## Khí hậu
Thành phố có khí hậu Địa Trung Hải mùa hè nóng bức với mùa hè khô ấm và mùa đông mưa lạnh. Lượng mưa trung bình hàng năm đạt 1291mm (50,83   trong).
| Dữ liệu khí hậu của {{{location}}} | Dữ liệu khí hậu của {{{location}}} | Dữ liệu khí hậu của {{{location}}} | Dữ liệu khí hậu của {{{location}}} | Dữ liệu khí hậu của {{{location}}} | Dữ liệu khí hậu của {{{location}}} | Dữ liệu khí hậu của {{{location}}} | Dữ liệu khí hậu của {{{location}}} | Dữ liệu khí hậu của {{{location}}} | Dữ liệu khí hậu của {{{location}}} | Dữ liệu khí hậu của {{{location}}} | Dữ liệu khí hậu của {{{location}}} | Dữ liệu khí hậu của {{{location}}} | Dữ liệu khí hậu của {{{location}}} |
| Tháng                              | 1                                  | 2                                  | 3                                  | 4                                  | 5                                  | 6                                  | 7                                  | 8                                  | 9                                  | 10                                 | 11                                 | 12                                 | Năm                                |
| ---------------------------------- | ---------------------------------- | ---------------------------------- | ---------------------------------- | ---------------------------------- | ---------------------------------- | ---------------------------------- | ---------------------------------- | ---------------------------------- | ---------------------------------- | ---------------------------------- | ---------------------------------- | ---------------------------------- | ---------------------------------- |
| [ cần dẫn nguồn ]                  |                                    |                                    |                                    |                                    |                                    |                                    |                                    |                                    |                                    |                                    |                                    |                                    |                                    |